# Pauline Thys-Lebault
Pauline Thys-Lebault (* 23. Oktober 1835; † 5. September 1909) war eine französische Komponistin.
Die Tochter des Komponisten Alphonse Thys wurde durch romantische Chansons und Lieder in der Tradition von Loïsa Puget bekannt. Sie komponierte außerdem mehrere komische Opern und Operetten überwiegend nach eigenen Libretti, die in Paris unter anderem an der Opéra-Comique und am Théâtre des Bouffes-Parisiens mit Erfolg aufgeführt wurden.

## Werke
- La pomme de Turquie, Operette in einem Akt, UA am Bouffes-Parisiens, 1857
- Quand Dieu est dans le ménage, Dieu le garde, Operette, 1860
- La perruque du Bailli, Operette, UA Salle Herz, 1860
- Le roi de Cocagne, komische Oper in zwei Akten nach einem Libretto von Pierre Jean Baptiste Choudard Desforges, UA Théâtre-Lyrique 1862
- Manette, komische Oper, 1865
- Le cabaret du Pot-cassé, Operette in drei Akten, UA Alcazar de Bruxelles 1878
- Le Fruit vert, komische Oper in drei Akten